# ATM (2012)
ATM (bra: Armadilha; prt: ATM - Armadilha Mortal) é um filme de terror e suspense norte-americano dirigido por David Brooks em 2012 e estrelado por Brian Geraghty, Alice Eve e Josh Peck. O filme é centrado em três pessoas presas em um caixa eletrônico por uma figura encapuzada psicopata.

## Enredo
David Hargrove (Brian Geraghty) é um corretor de bolsa que está tendo problemas para convidar sua colega de trabalho Emily Brandt (Alice Eve). Em uma festa de Natal, ele se oferece para levá-la para casa. Relutantemente, ele também concorda em levar para casa seu outro colega de trabalho Corey Thompson (Josh Peck). Durante a viagem, Corey faz David parar em um caixa eletrônico local , precisando sacar dinheiro para comprar pizza.
Os dois se juntam a Corey dentro da cabine quando ele encontra problemas com cartões. Os três vêem uma figura encapuzada em um casaco de parca espreitando do lado de fora no estacionamento. David e Emily suspeitam que a figura seja um ladrão e descobrem que ele não pode entrar na cabine sem um cartão do caixa eletrônico. Quando o homem encapuzado mata um passeador de cães como se fosse nada, eles tentam ligar para a polícia, mas Corey perdeu o telefone na festa, a bateria do telefone de David acabou e o telefone de Emily está em sua bolsa no carro. O encapuzado desliga o aquecedor da cabine. David opta por negociar a segurança deles dando ao assassino US$500, brincos e um relógio. Ele usa isso para escapar para seu carro, onde descobre que os fios de ignição do veículo foram cortados e o carro não liga. Ele tenta ligar para o 911, mas é atacado pelo homem. Ele acidentalmente deixa cair o telefone de Emily enquanto foge.
Emily usa seu batom para escrever "AJUDA" na janela do estande para chamar a atenção. Os três estão congelando quando um segurança os localiza. Quando o guarda tenta chamar a polícia, o homem encapuzado o espanca até a morte usando uma chave de roda do porta-malas do carro de David, deixando os três chocados. Quando um homem com um casaco semelhante entra na cabine, ele é morto por David e Corey, mas é revelado ser apenas um zelador inocente. Frustrado, Corey sai, mas é pego e esfaqueado pelo homem encapuzado.
Depois de várias horas, David e Emily percebem que Corey ainda está vivo. Eles o resgatam do lado de fora, por pouco conseguindo retornar à cabine antes que o homem encapuzado possa chegar até eles. O homem bloqueia a porta da cabine com o carro de David e tenta congelá-los até a morte enchendo a cabine com água fria. Corey morre devido a perda de sangue e hipotermia. David levanta Emily nos ombros para acionar o alarme do sistema de extinção de incêndios, mas ele escorrega, fazendo Emily cair e quebrar o pescoço fatalmente.
O homem encapuzado bate o carro de David na cabine. Irritado, David improvisa um coquetel molotov e o joga no assassino, mas a figura que ele incendeia é o guarda morto. A polícia chega, mas prende David enquanto o homem encapuzado se esconde no meio da multidão. Enquanto David é pego, ele vê muitas figuras usando parcas na multidão. A polícia recupera gravações de vigilância dos eventos na cabine do caixa eletrônico, mas fica claro que o assassino planejou suas ações de forma a não aparecer nas imagens, meticulosamente enquadrando David por seus crimes. Na cena final, o homem encapuzado retorna à sua sede, onde começa a mapear ataques semelhantes em outros caixas eletrônicos.

## Elenco
- Brian Geraghty como David Hargrove, um corretor da bolsa que parece ter problemas com o trabalho, especialmente quando um telefonema com seu cliente "Mr. Dean" terminou
- Alice Eve como Emily Brandt, interesse amoroso e colega de trabalho de David
- Josh Peck como Corey Thompson, o melhor amigo preguiçoso de David e outro colega de trabalho
- Mike O'Brian como homem encapuzado
- Robert Huculak como Robert
- Ernesto Griffith como segurança
- Bryan Clark como Jerry
- Daniel De Jaeger como Luke
- Omar Khan como Christian
- Aaron Hughes como patrulheiro
- Will Woytowich como sargento
- Glen Thompson como Harold

## Produção
As filmagens começaram em setembro de 2010 em Winnipeg, Manitoba. A atriz Margarita Levieva foi definida para interpretar a protagonista feminina antes de ser substituída por Alice Eve.

## Recepção
No Rotten Tomatoes, o filme tem um índice de aprovação de 12%, com base em 26 revisões com uma pontuação média de 4,06/10, com uma classificação média de 4,06/10.

## Lançamento
O filme foi lançado para serviços de vídeo sob demanda, como Comcast e Zune, em 6 de março de 2012. Em 31 de julho de 2012, o filme foi lançado em DVD e Blu-ray. Ambos os formatos apresentam a versão censurada de 90 minutos do filme, bem como uma versão do diretor sem classificação de 85 minutos. Ambos também incluem um curta-metragem dos bastidores e o trailer.